# Nataliakulikita
La nataliakulikita és un mineral de la classe dels silicats que pertany al subgrup de la brownmil·lerita. Rep el nom de Natalia Artyemovna Kulik (1933), de Novosibirsk, Rússia, una coneguda mineralogista russa, reputada experta en descripcions mineralògiques de pegmatites granítiques, minerals d'elements radioactius i de terres rares i arqueometria.

## Característiques
La nataliakulikita és un silicat de fórmula química Ca₄Ti₂(Fe³⁺,Fe²⁺)(Si,Fe³⁺,Al)O₁₁. Cristal·litza en el sistema ortoròmbic. La seva duresa a l'escala de Mohs es troba entre 5,5 i 6.
L'exemplar que va servir per a determinar l'espècie, el que es coneix com a material tipus, es troba conservat a les col·leccions mineralògiques del Museu geològic de Sibèria Central, a Novosibirsk (Rússia), amb el número de catàleg: vii-101/1.

## Formació i jaciments
Va ser descoberta al canyó Nahal Morag, al Consell regional de Tamar (Districte del Sud, Israel), on es troba en forma de grans subèdrics o prismàtics, de fins a 20 µm, i els seus intercreixements, de fins a 50 μm. Es tracta de l'únic indret de tot el planeta on ha estat descrita aquesta espècie mineral.